# ویکلود
ویکلود (به انگلیسی: Wicklewood) یک روستا و محله مدنی در بریتانیا است که در South Norfolk واقع شده‌است. ویکلود ۸٫۷۵ کیلومتر مربع مساحت و ۹۲۲ نفر جمعیت دارد.